# ストレートフォトグラフィ
ストレートフォトグラフィ (Straight Photography) とは、写真において、画面構成についての演出、ぼかしや合成といった技巧を用いることなく、人間が見たままのようにシャープな視線で、あるがままの風景、人物等が撮影された作品およびそのような表現手段・表現形式のことである。

## 概要
ストレートフォトグラフィは、もともとは、19世紀から20世紀初頭のピクトリアリスムにおいて、ぼかしなどの技巧や被写体の配置を重視して、絵画的な作品を志向する傾向が著しく強かったのに対して、写真を絵画とは独立したものととらえ、写真（カメラ）本来の特性・独自の機能を重視し、写真にだけ可能な新しい表現形式を確立することによりその地位を高めることを目的として、アルフレッド・スティーグリッツらにより主張され、始められた表現手段である。

## 代表的な写真家
以下は第二次世界大戦以前にストレートフォトグラフィの手法を用いていた代表的な写真家である。
- ポール・ストランド
- エドワード・ウエストン、アンセル・アダムス、イモージン・カニンガムなどのグループf/64の写真家
- ドロシア・ラング、ウォーカー・エヴァンズなどのFSAプロジェクトの写真家
- ベレニス・アボット
- アンドレ・ケルテス
- アンリ・カルティエ＝ブレッソン
- ビル・ブラント
- アウグスト・ザンダー